# Алекс Дал
Алекс Дал (на норвежки: Alex Dahl) е американско-норвежка писателка на произведения в жанра криминален роман и трилър. Пише предимно на английски език.

## Биография и творчество
Алекс Дал, с рождено име Александрия Бокфелд Дал, е родена през 1982 г. в Осло, Норвегия. Баща ѝ е норвежец, а майка ѝ е американка. Следва в Осло и Москва и получава бакалавърска степен по руска и немска лингвистика с международни изследвания. После получава магистърска степен по творческо писане от университета Бат Спа и магистърска степен по бизнес мениджмънт от университета на Бат в Бат, Англия. Първоначално публикува разкази във Великобритания и САЩ.
Първият ѝ роман „Преди да те напусна“ е издаден на норвежки език през 2013 г. под името Александра Бокфелд. През 2018 г. е издаден първия ѝ англоезичен роман „Момчето зад вратата“. В историята се сблъскват световете на две жени – на Сесилия Уилборг, която живее с любящото си семейство в богатия норвежки град Сандефьорд, но ѝ тежи прикрита грешка от миналото, и на Аника Лукасон имаща мрачен живот с наркодилър, но знае тайната на Сесилия и разчита на това, за да промени живота си. Романът става бестселър и е преведена на 10 езика.
През 2020 г. е издаден трилърът ѝ „Дата на игра“. В историята животът на майка на две деца обръща с главата надолу, когато се съгласява да позволи на деветгодишната си дъщеря да преспи в къщата на новата си най-добра приятелка. Романът е екранизиран в едноименния телевизионен сериал с участието на Холидей Грейнджър.
През 2022 г. е издаден романът ѝ „Когато тя си отиде“. В историята три жени са оплетени в мрежата на привидно бляскавия свят на висшата мода и се оказват на прицела на опасни мъже – красивата рускиня Анастасия, изчезналата тайнствена Лив и разследващата журналистка Селма.
Произведенията на писателката са преведени на над 20 езика по света и е описана от норвежкия вестник Dagbladet през 2019 г. като нова звезда на скандинавската ноар литература.
Алекс Дал живее в Лондон и Сандефьорд.

## Произведения

### Самостоятелни романи
- Før jeg forlater deg (2013)[2]
- The Boy At the Door (2018)[1]
- The Heart Keeper (2019)
- Playdate (2020)
- Cabin Fever (2021)
- After She'd Gone (2022)
Когато тя си отиде, изд.: „Сиела“, София (2023), прев. Анета Макариева-Лесева
- Girl Friends (2024)

### Екранизации
- 2022 SciShow – тв сериал, 1 епизод
- ?? Playdate – тв минисериал